# Argentinië op de Olympische Spelen
Argentinië is een van de landen die deelneemt aan de Olympische Spelen. Argentinië debuteerde op de Zomerspelen van 1900. Sindsdien heeft het aan het merendeel van de Olympische Zomerspelen meegedaan. Alleen in 1904, 1912 en 1980 lieten zij verstek gaan. In 1928, kwam het voor het eerst uit op de Winterspelen. Vervolgens ontbrak het alleen op de Winterspelen van 1932, 1936 en 1956.
Tokio 2020 was voor Argentinië de 25e deelname aan de Zomerspelen, in 2018 werd voor de negentiende keer deelgenomen aan de Winterspelen.

## Medailles en deelnames
Er werden 77 medailles gewonnen, alle op de Zomerspelen. Deze werden in negentien olympische sporten behaald, waarvan bijna een derde (24) in het boksen.
De tabel geeft een overzicht van de jaren waarin werd deelgenomen, het aantal gewonnen medailles en de eventuele plaats in het medailleklassement.
| Zomerspelen | Zomerspelen | Zomerspelen | Zomerspelen | Zomerspelen | Zomerspelen |        | Winterspelen | Winterspelen | Winterspelen | Winterspelen | Winterspelen | Winterspelen |
| Jaar        | Goud        | Zilver      | Brons       | Totaal      | Rang        | Jaar   | Goud         | Zilver       | Brons        | Totaal       | Rang         |              |
| 1900        | 0           | 0           | 0           | 0           | -           |        |              |              |              |              |              |              |
| 1904        | -           | -           | -           | -           | -           |        |              |              |              |              |              |              |
| 1908        | 0           | 0           | 0           | 0           | -           |        |              |              |              |              |              |              |
| 1912        | -           | -           | -           | -           | -           |        |              |              |              |              |              |              |
| 1920        | 0           | 0           | 0           | 0           | -           |        |              |              |              |              |              |              |
| 1924        | 1           | 3           | 2           | 6           | 16          | 1924   | -            | -            | -            | -            | -            |              |
| 1928        | 3           | 3           | 1           | 7           | 12          | 1928   | 0            | 0            | 0            | 0            | -            |              |
| 1932        | 3           | 1           | 0           | 4           | 11          | 1932   | -            | -            | -            | -            | -            |              |
| 1936        | 2           | 2           | 3           | 7           | 14          | 1936   | -            | -            | -            | -            | -            |              |
| 1948        | 3           | 3           | 1           | 7           | 13          | 1948   | 0            | 0            | 0            | 0            | -            |              |
| 1952        | 1           | 2           | 2           | 5           | 19          | 1952   | 0            | 0            | 0            | 0            | -            |              |
| 1956        | 0           | 1           | 1           | 2           | 29          | 1956   | -            | -            | -            | -            | -            |              |
| 1960        | 0           | 1           | 1           | 2           | 30          | 1960   | 0            | 0            | 0            | 0            | -            |              |
| 1964        | 0           | 1           | 0           | 1           | 30          | 1964   | 0            | 0            | 0            | 0            | -            |              |
| 1968        | 0           | 0           | 2           | 2           | 41          | 1968   | 0            | 0            | 0            | 0            | -            |              |
| 1972        | 0           | 1           | 0           | 1           | 33          | 1972   | 0            | 0            | 0            | 0            | -            |              |
| 1976        | 0           | 0           | 0           | 0           | -           | 1976   | 0            | 0            | 0            | 0            | -            |              |
| 1980        | -           | -           | -           | -           | -           | 1980   | 0            | 0            | 0            | 0            | -            |              |
| 1984        | 0           | 0           | 0           | 0           | -           | 1984   | 0            | 0            | 0            | 0            | -            |              |
| 1988        | 0           | 1           | 1           | 2           | 35          | 1988   | 0            | 0            | 0            | 0            | -            |              |
| 1992        | 0           | 0           | 1           | 1           | 54          | 1992   | 0            | 0            | 0            | 0            | -            |              |
| 1996        | 0           | 2           | 1           | 3           | 54          | 1994   | 0            | 0            | 0            | 0            | -            |              |
| 2000        | 0           | 2           | 2           | 4           | 57          | 1998   | 0            | 0            | 0            | 0            | -            |              |
| 2004        | 2           | 0           | 4           | 6           | 38          | 2002   | 0            | 0            | 0            | 0            | -            |              |
| 2008        | 2           | 0           | 4           | 6           | 35          | 2006   | 0            | 0            | 0            | 0            | -            |              |
| 2012        | 1           | 1           | 2           | 4           | 42          | 2010   | 0            | 0            | 0            | 0            | -            |              |
| 2016        | 3           | 1           | 0           | 4           | 26          | 2014   | 0            | 0            | 0            | 0            | -            |              |
| 2020        | 0           | 1           | 2           | 3           | 72          | 2018   | 0            | 0            | 0            | 0            | -            |              |
| 2024        | 1           | 1           | 1           | 3           | 52          | 2022   | 0            | 0            | 0            | 0            | -            |              |
| Totaal      | 22          | 27          | 31          | 80          |             | Totaal | 0            | 0            | 0            | 0            |              |              |
| Tot. Z+W    | 22          | 27          | 31          | 80          |             |        |              |              |              |              |              |              |

Afghanistan · Albanië · Algerije · Amerikaans-Samoa · Amerikaanse Maagdeneilanden · Andorra · Angola · Antigua en Barbuda · Argentinië · Armenië · Aruba · Australië · Azerbeidzjan · Bahama's · Bahrein · Bangladesh · Barbados · België · Belize · Benin · Bermuda · Bhutan · Bolivia · Bosnië en Herzegovina · Botswana · Brazilië · Britse Maagdeneilanden · Brunei · Bulgarije · Burkina Faso · Burundi · Cambodja · Canada · Centraal-Afrikaanse Republiek · Chili · China · Chinees Taipei · Colombia · Comoren · Congo-Brazzaville · Congo-Kinshasa · Cookeilanden · Costa Rica · Cuba · Cyprus · Denemarken · Djibouti · Dominica · Dominicaanse Republiek · Duitsland · Ecuador · Egypte · El Salvador · Equatoriaal-Guinea · Eritrea · Estland · Ethiopië · Fiji · Filipijnen · Finland · Frankrijk · Gabon · Gambia · Georgië · Ghana · Grenada · Griekenland · Groot-Brittannië · Guam · Guatemala · Guinee · Guinee-Bissau · Guyana · Haïti · Honduras · Hongarije · Hongkong · Ierland · IJsland · India · Indonesië · Irak · Iran · Israël · Italië · Ivoorkust · Jamaica · Japan · Jemen · Jordanië · Kaaimaneilanden · Kaapverdië · Kameroen · Kazachstan · Kenia · Kirgizië · Kiribati · Koeweit · Kosovo · Kroatië · Laos · Lesotho · Letland · Libanon · Liberia · Libië · Liechtenstein · Litouwen · Luxemburg · Madagaskar · Malawi · Malediven · Maleisië · Mali · Malta · Marokko · Marshalleilanden · Mauritanië · Mauritius · Mexico · Micronesië · Moldavië · Monaco · Mongolië · Montenegro · Mozambique · Myanmar · Namibië · Nauru · Nederland · Nepal · Nicaragua · Nieuw-Zeeland · Niger · Nigeria · Noord-Korea · Noord-Macedonië · Noorwegen · Oeganda · Oekraïne · Oezbekistan · Oman · Oost-Timor · Oostenrijk · Pakistan · Palau · Palestina · Panama · Papoea-Nieuw-Guinea · Paraguay · Peru · Polen · Portugal · Puerto Rico · Qatar · Roemenië · Rusland · Rwanda · Saint Kitts en Nevis · Saint Lucia · Saint Vincent en de Grenadines · Salomonseilanden · Samoa · San Marino · Saoedi-Arabië · Sao Tomé en Principe · Senegal · Servië · Seychellen · Sierra Leone · Singapore · Slovenië · Slowakije · Somalië · Spanje · Sri Lanka · Soedan · Suriname · Swaziland · Syrië · Tadzjikistan · Tanzania · Thailand · Togo · Tonga · Trinidad en Tobago · Tsjaad · Tsjechië · Tunesië · Turkije · Turkmenistan · Tuvalu · Uruguay · Vanuatu · Venezuela · Verenigde Arabische Emiraten · Verenigde Staten · Vietnam · Wit-Rusland · Zambia · Zimbabwe · Zuid-Afrika · Zuid-Korea · Zuid-Soedan · Zweden · Zwitserland
Historische landen: Bohemen · Bondsrepubliek Duitsland · Brits-Indië · Duitse Democratische Republiek · Joegoslavië · Malaya · Nederlandse Antillen · Noord-Borneo · Noord-Jemen · Saarland · Servië en Montenegro · Sovjet-Unie · Tsjecho-Slowakije · West-Indische Federatie · Zuid-Jemen
Bijzondere deelnames: Onafhankelijke olympische atleten · Vluchtelingenteam 
 Australazië · Duits Eenheidsteam · Gemengd team · Gezamenlijk Team